# Gardenia saxatilis
Gardenia saxatilis är en måreväxtart som beskrevs av Geddes. Gardenia saxatilis ingår i släktet Gardenia och familjen måreväxter. Inga underarter finns listade i Catalogue of Life.